# Grad Hvar
Grad Hvar är en stad i Kroatien.   Den ligger i länet Dalmatien, i den södra delen av landet, 300 km söder om huvudstaden Zagreb. Grad Hvar ligger på ön Hvar.
Följande samhällen finns i Grad Hvar:
- Hvar